# 米野町 (名古屋市)
米野町（こめのちょう）は、愛知県名古屋市中村区の地名。

## 地理
現在は鉄道敷地に一部を残すのみとなっているが、かつての町域は米野駅（近畿日本鉄道名古屋線）を中心に、東は東海道新幹線、西は愛知県道115号津島七宝名古屋線、南は大須通、北は太閤通（愛知県道68号名古屋津島線）に囲まれたあたりである。

## 歴史

### 町名の由来
かつては薦野郷と称していた記録が残る。

### 沿革
- 1886年（明治19年）4月1日 - 米野村東端に線路が敷設され、官設鉄道（現・JR東海道本線）熱田 - 清洲間が開通。
- 1889年（明治22年）10月1日 - 愛知郡米野村が合併に伴い、同郡笈瀬村大字米野となる[2]。
- 1895年（明治28年） - 大字米野の南部に線路が敷設され、関西鉄道（現・JR関西本線）名古屋 - 前ヶ須間が開通。
- 1904年（明治37年）12月20日 - 町制施行に伴い、愛知郡愛知町大字米野となる[2]。
- 1921年（大正10年）8月22日 - 名古屋市編入に伴い、同市中区米野町となる[2]。
- 1930年（昭和5年）3月15日 - 中区長良町・露橋町・米野町・南区八熊町の各一部により、中区広川町が成立[4]。
- 1931年（昭和6年）10月1日 - 一部が西区編入により、同区米野町が成立[2]。
- 1933年（昭和8年）4月10日 - 中区米野町の一部を同区横堀町に編入する[5]。中区北一色町・米野町の各一部により、同区九重町として成立[4]。中区西日置町・米野町・露橋町の各一部により、同区明石通として成立[6]。中区米野町の一部により同区福住町[7]、同区百船町が成立[7]。
- 1934年（昭和9年）6月1日 - 中区米野町の一部が西区米野町に編入される[2]。
- 1935年（昭和10年）12月1日 - 中区米野町の一部が西区米野町に編入される[2]。
- 1937年（昭和12年）
  - 2月1日 - 国鉄名古屋駅より貨物駅である笹島駅が正式分離される。
  - 10月1日 - 中区米野町全域が中村区に編入され、同区米野町となる[2]。また、西区米野町の全域も中村区に編入され合流する[2]。
- 1938年（昭和13年）
  - 6月1日 - 中村区米野町の一部を同区太閤通に編入[8]。
  - 6月26日 - 関西急行電鉄（現・近畿日本鉄道名古屋線）の桑名から関急名古屋（現・近鉄名古屋）間の開通に伴い、米野駅が開業[9]。
- 1939年（昭和14年）6月1日 - 中村区米野町の一部が同区熊野町[10]、郷前町[10]、権現通[10]、大正町[10]として成立。
- 1940年（昭和15年）
  - 5月1日 - 中村区米野町の一部が同区竹橋町[10]、椿町3丁目（牧野町の一部からも含む）[10]、則武本通3丁目として成立[10]。米野町の一部を同区中島町に編入[11]。
  - 5月18日 - 中村区米野町および則武町の一部が同区若宮町1丁目[12]として成立。米野町の一部を同区太閤通[11]・中島町[12]・則武本通3丁目[11]に編入。
  - 6月1日 - 中村区米野町の一部が同区二ツ橋町（下中村町の一部からも含む）[10]、熊野町1丁目[10]、黄金通2丁目[10]、城主町1丁目および2丁目（下中村町の一部からも含む）、千成通1丁目（下中村町の一部からも含む）として成立。
- 1941年（昭和16年）
  - 1月1日 - 中村区米野町の一部が同区上米野町[13]、京田町1丁目（下中村町の一部からも含む）、下米野町[2]、長戸井町（3丁目の一部および4丁目は 北一色町より編入）[12]、平池町（4丁目の一部は南平野町より編入）[12]、深川町（3丁目の一部は北一色町より編入）[12]として成立。一部が白子町4丁目[13]に編入される。
  - 3月15日 - 中村区米野町の一部を同区太閤通に編入[13]。
- 1942年（昭和17年）1月15日 - 中村区米野町の一部を同区小栗通[4]に編入。
- 1949年（昭和24年）12月1日 - 中村区米野町および日比津町の一部が同区西米野町として成立[14]。
- 1950年（昭和25年）
  - 7月15日 - 中村区米野町および下中村町・日比津町の一部が同区大宮町1丁目として成立[14]。
  - 11月1日 - 中村区米野町および若宮町・日比津町・太閤通の一部が同区名楽町1丁目として成立[15]。
- 1973年（昭和48年）11月10日 - 中村区米野町の一部より同区運河町が成立[2]。

※ その他、中川区広住町・運河通にそれぞれ編入されている。

### 字一覧
1932年（昭和7年）愛知県教育会発行『明治十五年愛知県郡町村字名調』による愛知郡米野村の字。
- 牧野裏（まきのうら）[16]
- 中田（なかだ）[16]
- 西中田（にしなかだ）[16]
- 若宮裏（わかみやうら）[16]
- 若宮前（わかみやまえ）[16]
- 七畝割（ななせわり）[16]
- 戸崎（とさき）[16]
- 二（ふた）ツ橋（ばし）[16]
- 上角田（かみすみだ）[16]
- 板海道（いたかいど）[16]
- 茶（ちゃ）ノ木島（きしま）[16]
- 高道（たかみち）[16]
- 郷前（ごうまえ）[16]
- 居屋敷（いやしき）[16]
- 東出（ひがしで）[16]
- 後（うし）ロ[16]
- 上平池裏（かみひらいけうら）[16]
- 下平池裏（しもひらいけうら）[16]
- 下角田（しもすみた）[16]
- 八反字（はたんじ）[16]
- 頓ヶ島（どかしま）[16]
- 金山（かなやま）[16]
- 村内（むらうち）[16]
- 北田面（きたども）[16]
- 西田面（にしども）[16]
- 下流（しもなかれ）[16]
- 深（うけ）ノ川（かわ）[16]
- 長土井（ながどい）[16]
- 北西宮神（きたしゆんじ）[16]
- 南西宮神（みなみしゆんじ）[16]
- 六之内（ろくのうち）[16]
- 塩田（しおた）[16]
- 前田（まえだ）[16]